# Rusty Joiner
Jason Russell "Rusty" Joiner (Montgomery, Alabama; 11 de diciembre de 1972) es un modelo masculino estadounidense.
Nacido en Montgomery, Alabama, y creció en Atlanta, Georgia, Joiner asistió a la Georgia Southern University, donde fue un exitoso atleta, animador, y gimnasta durante cuatro años. Fue descubierto por un buscador de modelos en Atlanta y pasó los siguientes años de modelado en Milán, París, y América del Sur. Se hizo muy conocido en la industria de la moda muy rápidamente y modeló para Prada, Abercrombie y Fitch, American Eagle, Levi's y Powerade. Joiner fue el modelo oficial de ropa interior para Structure de 1998 a 2000. Ha aparecido en las portadas y las páginas de la revista Vanity Fair, Cosmopolitan, Rolling Stone, Men's Health y Men's Fitness.